# Опсада Цариграда (1235)
Опсада Цариграда (1235) представља заједнички покушај никејског и бугарског цара да освоје престоницу Латинског царства. Завршена је неуспехом.

## Увод
Роберта од Куртенеа, који је умро 1228. године, наследио је Јован Бријен као регент цара Балдуина. Након пораза Епирске деспотовине у бици код Клокотнице, претња Епира за Латинско царство је уклоњена. Највећа претња Царству сада је било Никејско царство које је кренуло са освајањима у Грчкој. Цар Јован III Дука је склопио савез са Бугарском. Бугарско и Никејско царство заједно покрећу кампању против Латинског царства и стављају Цариград под опсаду.

## Опсада
Анђело Санудо шаље Јовану Бријену поморску ескадрилу за одбрану Цариграда. Заједничка бугарско-никејска опсада била је неуспешна. Савезници су се повукли у јесен због надолазеће зиме. Иван Асен и Ватац су се сложили да опсаду наставе наредне године, али је бугарски цар одбио да пошаље трупе. Смрћу цара Јована Бријене уговор је раскинут због могућности да Иван постане регент Латинског царства.